# Xu Guangqi
Xu Guangqi (caratteri cinesi: 徐光启; pinyin: Xú Guāngqǐ) (Shanghai, 24 aprile 1562 – Pechino, 8 novembre 1633) è stato un funzionario, matematico, agronomo e traduttore cinese.
Mandarino imperiale vissuto al tempo della Dinastia Ming, Xu Guangqi fu una delle principali controparti cinesi di Matteo Ricci e degli altri padri della missione gesuita in Cina. Xu impresse un forte impulso allo scambio intellettuale con l'Occidente e alla traduzione di testi dal latino al cinese. Convertitosi nel 1603 al cristianesimo senza rinunciare al confucianesimo, collaborò con Matteo Ricci per la traduzione in cinese della Geometria euclidea e per la traduzione in latino di Confucio e può essere considerato un precursore ante litteram del dialogo di civiltà.
Dopo la morte di Ricci a Pechino, continuò la sua carriera mandarinale fino a diventare Ministro dei Riti della corte imperiale e scrisse numerosi saggi sulle conoscenze dell'Occidente, sull'agricoltura e sull'arte militare.
È sepolto a Shanghai in un mausoleo nel quartiere cittadino di Xujiahui, toponimo etimologicamente legato alla famiglia di Xu Guangqi, che lì possedeva terreni e immobili. Anche sua nipote Candida ebbe un ruolo importante nella diffusione del cattolicesimo in Cina.

## Opere
Xu collaborò con i gesuiti italiani Matteo Ricci e Sabatino de Ursis alla traduzione di molti classici occidentali in cinese. Nel 1607 pubblicó assieme a Matteo Ricci la traduzione in cinese dei primi sei libri degli Elementi di Geometria di Euclide.
Nel 1629, a seguito di una eclissi solare, fu incaricato dall'Imperatore cinese di guidare la commissione di studio per la riforma del calendario.
Il suo celebre trattato sull'agricoltura Nong Zheng Quan Shu fu pubblicato postumo nel 1639.

## Bibliografia

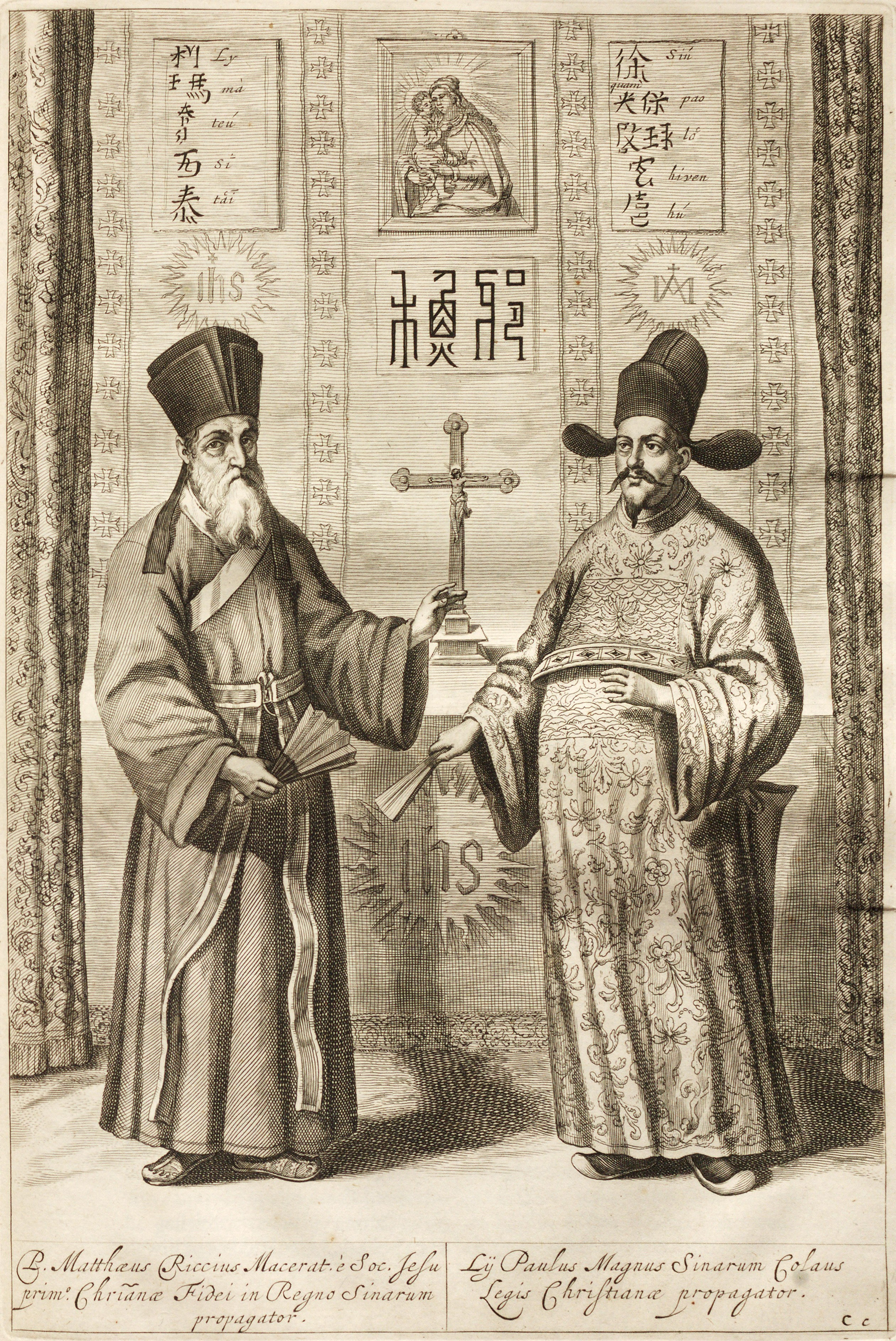
Xu Guangqi e Matteo Ricci (Athanasius Kircher. China Illustrata. 1670).